# 1506 w literaturze
Wydarzenia literackie w 1506 roku.

## Nowe książki
- Publio Fausto Andrelini[1], Eklogi.

## Urodzili się
- George Buchanan, szkocki historyk[2].

## Zmarli
- Mihri Hatun, poetka turecka[3].